# K/DA
K/DA é um grupo feminino virtual de K-pop que consiste em quatro versões das personagens de League of Legends, Ahri, Akali, Evelynn e Kai'Sa. Evelynn e Kai'Sa foram dubladas pelas cantoras estadunidenses Madison Beer e Jaira Burns na música Pop/Stars e pelas cantoras Bea Miller e Wolftyla em The Baddest, respectivamente, enquanto Ahri e Akali foram dubladas pelas membras do (G)I-dle Miyeon e Soyeon. K/DA foi desenvolvido pela Riot Games, a empresa por trás de League of Legends, e lançado no Campeonato Mundial de League of Legends de 2018 com palco de realidade aumentada encenando sua estreia com a música, Pop/Stars. O videoclipe do single de estreia do grupo publicado no YouTube se tornou viral, teve 200 milhões de visualizações e atingiu o topo da parada World Digital Song Sales da Billboard. Em 27 de agosto de 2020, o grupo lançou sua segunda música, um single promocional intitulado The Baddest.
O nome "K/DA" é baseado em termos usados no League of Legends para indicar quantidade de mortes, assistências e inimigos abatidos. O conceito do K/DA foi baseado no desejo expresso da Riot Games em criar mais conteúdo musical no futuro, com as personagens escolhidas com base nos arquétipos do K-pop. A banda foi criada para promover o Campeonato Mundial e vender skins da linha K/DA das personagens de League of Legends. K/DA subsequentemente alcançou uma popularidade significativa dentro e fora do fandom de League of Legends, e recebeu aclamação da crítica, especialmente com relação ao seu desempenho durante o Campeonato Mundial e o impacto dos jogos no cenário musical.
Em novembro de 2020 o grupo lançou o EP All Out com colaborações exclusivas de outros artistas.

## Aparências
K/DA foi apresentado na Cerimônia de Abertura do Campeonato Mundial de League of Legends de 2018 em Incheon em 3 de novembro de 2018, com o lançamento de seu single de estreia, Pop/Stars. É uma canção bilíngue com influências tanto do K-pop quanto do pop estadunidense, com vocais em inglês por Beer e Burns, e em inglês e coreano por Soyeon e Miyeon. Durante a cerimônia, Beer, Burns, Miyeon e Soyeon cantaram Pop/Stars no palco, enquanto versões em realidade aumentada das personagens que elas dublaram cantaram e dançaram ao lado delas. As versões de realidade aumentada das personagens podem realizar atos que um humano não poderia realizar, como Ahri voando para o palco, enquanto um cantor humano tem "certos elementos humanos" que ainda não podem ser capturado por um artista virtual.
Tantula escreveu que "começamos isso realmente querendo fazer [da cerimônia] um momento fascinante para os jogadores – embora um em que os hologramas das campeãs estar no mundo real se desenrolasse de uma maneira autêntica que pudesse viver ao lado de outros em suas verticais (ou seja, a música deve ser capaz de resistir a outras músicas pop, a apresentação deve resistir a outras apresentações, etc)." O videoclipe oficial da música foi lançado no YouTube no mesmo dia.
De acordo com Sebastien Najand, que compôs Pop/Stars, uma demo totalmente em inglês foi testada no início, seguida por uma versão significativamente mais coreana. No fim, Najand disse que "queríamos fazer uma mistura de pop ocidental e K-pop". Patrick Morales, o líder criativo por trás do videoclipe de Pop/Stars, disse que queria que K/DA existisse "em algum lugar entre a fantasia e a realidade". A equipe estava inicialmente incerta sobre o tipo de música que seria mais adequado para o grupo, devido à quantidade de variedades dentro do gênero musical pop. Eles eventualmente decidiram contra um tema mais fofo e mais "ídolo", em favor de algo "moderno e ousado" que combina um "estilo de rua com um toque artesanal".

### NoLeague of Legends
As skins da linha K/DA de Ahri, Akali, Evelynn e Kai'Sa, retratando as personagens como elas aparecem na banda, estão disponíveis para compra no League of Legends. As skins Prestígio estão disponíveis apenas ao completar missões especiais no jogo. A popularidade do K/DA levou a Riot Games a confirmar que o conteúdo adicional do K/DA seria introduzido no League of Legends em 2019.

## Discografia

### Extended plays
| Título  | Detalhes do álbum                                                              | Melhor posição nos charts | Melhor posição nos charts | Melhor posição nos charts | Melhor posição nos charts |
| Título  | Detalhes do álbum                                                              | FRA                       | NZ                        | US                        | US World                  |
| ------- | ------------------------------------------------------------------------------ | ------------------------- | ------------------------- | ------------------------- | ------------------------- |
| All Out | - Lançamento: 6 de novembro de 2020 - Gravadora: Riot Games - Formato: Digital | 186                       | 36                        | 175                       | 5                         |

### Singles
| Título                                                                                       | Ano  | Melhor posição nos charts | Melhor posição nos charts | Melhor posição nos charts | Melhor posição nos charts | Melhor posição nos charts | Melhor posição nos charts | Melhor posição nos charts | Melhor posição nos charts | Melhor posição nos charts | Melhor posição nos charts | Vendas      | Certificações | Álbum     |
| Título                                                                                       | Ano  | CAN Dig.                  | CHN                       | FRA Dig.                  | KOR                       | MLY                       | NZ Hot.                   |                           |                           |                           |                           | Vendas      | Certificações | Álbum     |
| Título                                                                                       | Ano  | CAN Dig.                  | CHN                       | FRA Dig.                  | KOR                       | MLY                       | NZ Hot.                   | UK Dig.                   | UK Indie                  | US Dig.                   | US World                  | Vendas      | Certificações | Álbum     |
| -------------------------------------------------------------------------------------------- | ---- | ------------------------- | ------------------------- | ------------------------- | ------------------------- | ------------------------- | ------------------------- | ------------------------- | ------------------------- | ------------------------- | ------------------------- | ----------- | ------------- | --------- |
| "Pop/Stars" (com (G)I-dle, Madison Beer e Jaira Burns)                                       | 2018 | 30                        | 19                        | 86                        | 39                        | 16                        | 6                         | 75                        | 17                        | 30                        | 1                         | - US: 9.000 | Ouro          | Sem álbum |
| "The Baddest" (com (G)I-DLE e Wolftyla com participação de Bea Miller)                       | 2020 | 30                        | —                         | —                         | 178                       | 16                        | 6                         | 74                        | 18                        | 28                        | 1                         | —           |               | All Out   |
| "More" (com Madison Beer e (G)I-DLE com participação de Lexie Liu, Jaira Burns, e Seraphine) | 2020 | 48                        | 16                        | —                         | —                         | 18                        | 9                         | —                         | 23                        | —                         | 1                         | —           |               | All Out   |

### Outras canções nos charts
| Título                                                                    | Ano  | Melhor posição nos charts | Melhor posição nos charts | Álbum   |
| Título                                                                    | Ano  | NZ Hot.                   | US World                  | Álbum   |
| ------------------------------------------------------------------------- | ---- | ------------------------- | ------------------------- | ------- |
| "Villain" (com Madison Beer com participação de Kim Petras)               | 2020 | 21                        | 5                         | All Out |
| "Drum Go Dum" (com Wolftyla e Bekuh Boom com participação de Aluna)       | 2020 | 25                        | 6                         | All Out |
| "I'll Show You" (com TWICE e Bekuh Boom com participação de Annika Wells) | 2020 | 38                        | 10                        | All Out |

## Prêmios e nomeações
| Ano  | Prêmio                          | Categoria                  | Trabalho      | Resultado | Ref.          |
| ---- | ------------------------------- | -------------------------- | ------------- | --------- | ------------- |
| 2019 | Game Audio Network Guild Awards | Best Original Song         | "Pop/Stars"   | Indicado  | [ 38 ]        |
| 2019 | 11th Shorty Awards              | Best in Games              | "Pop/Stars"   | Venceu    | [ 39 ]        |
| 2020 | QQ Music Boom Boom Awards       | Best Visual Idol           | K/DA          | Venceu    | [ 40 ]        |
| 2021 | Hollywood Music in Media Awards | Original Song – Video Game | "The Baddest" | Venceu    | [ 41 ] [ 42 ] |
| 2021 | Game Audio Network Guild Awards | Best Original Song         | "More"        | Venceu    | [ 43 ]        |
| 2021 | 13th Shorty Awards              | Best in Games              | "More"        | Finalista | [ 44 ]        |
| 2021 | 13th Shorty Awards              | Best in Video              | "More"        | Ouro      | [ 45 ]        |
| 2021 | 25th Webby Awards               | Video – Music (Branded)    | "More"        | Venceu    | [ 46 ]        |